# Gustav von Pohland
Karl Gustav Pohland, ab 1845 Freiherr von Pohland (* 28. April 1802 in Dresden; † 4. Februar 1889 ebenda), war ein deutscher Jurist und fürstlich-reußischer Legationsrat, der gleichzeitig in den Adels- und Freiherrenstand der Herrschaft Schleiz erhoben wurde.

## Leben und Wirken
Karl Gustav Pohland war ein Sohn des Dresdener Bürgermeisters Carl Christian Pohland und dessen Frau Auguste, geb. Hauschild.
Nach dem Schulbesuch studierte Pohland Rechtswissenschaft und promovierte zum Dr. jur. Als Legationsrat trat er in den Dienst des Fürsten Heinrich LXII. von Reuß-Schleiz, der ihn am 12. November 1845 gleichzeitig in den Adels- und Freiherrenstand erhob. Diese Standeserhöhung wurde am 23. Februar 1846 im Königreich Sachsen anerkannt.
Pohland lebte hauptsächlich in Dresden und wurde 1887 als das einzige, noch lebende Mitglied des ersten Stadtverordnetenkollegiums Dresdens bezeichnet.
Sein Sohn Gustav Oswald Freiherr von Pohland (* um 1831; † 12. Februar 1874) war zunächst Aktuar beim Gerichtsamt Dresden, ab 1862 Referendar bei der Kreisdirektion Dresden, später Hilfsarbeiter im Königlich Sächsischen Finanzministerium in Dresden und wurde 1868 zum Geheimen Finanzrat ernannt.
Mit dem Tod der Tochter Auguste Elisabeth Freifrau von Pohland (* 22. Januar 1832; † 4. November 1910) starb dieses Adelsgeschlecht aus. Sie hinterließ aus dem nicht unbeträchtlichen ererbten Vermögen vier gemeinnützige Stiftungen in Dresden und wurde von der Stadt mit der Benennung des Pohlandplatzes im Stadtteil Striesen geehrt.